# Hubneria gagatea
Hubneria gagatea là một loài ruồi trong họ Tachinidae.